# Marcha Libertadora von 1819
Marcha Libertadora de 1819 („Marsch der Freiheit von 1819“) ist eine Bezeichnung für den Kampf der Republikaner unter Simón Bolívar gegen die Royalisten in Südamerika, insbesondere für die Kämpfe 1819.
Im Rahmen der Südamerikanischen Unabhängigkeitskrieges fand am 25. Juli 1819 die Entscheidungsschlacht für Großkolumbien nahe der Stadt Paipa im Tal des Río Sogamoso (ein rechter Nebenfluss des Río Magdalena) zwischen den Republikanern (rückschauend: je nach Sichtweise Patrioten oder Aufständische genannt) und den spanischen Royalisten unter Barreiro statt. Nachdem Barreiro einen sicheren Sieg der Royalisten vor sich gesehen hatte, zog er seine Kavallerie zurück, die in einem Hinterhalt zerrieben wurde. Die Republikaner siegten und von da an sank die Moral der Truppen der Royalisten, Bolívar gewann schlussendlich den Krieg.